# Kerstersia similis
Kerstersia similis es una especie de  bacteria gramnegativa del género Kerstersia. Fue descrita en el año 2012. Su etimología hace referencia a similar, por ser parecida a Kerstersia gyiorum. Es aerobia e inmóvil. Tiene un tamaño de 0,3-0,5 μm de ancho por 0,85-1,3 μm de largo. Crece de forma individual o en parejas. Forma colonias convexas, con márgenes lisos, y de color blanco-marrón claro. Catalasa positiva y oxidasa negativa. Tiene un contenido de G+C de 61,5%. Se aisló de la herida de una pierna en Estados Unidos en 1983. También ha habido más aislamientos en heridas y un absceso. 